# Pervushovisaurus
Pervushovisaurus es un género extinto de ictiosaurio oftalmosáurido perteneciente a la subfamilia Platypterygiinae que vivió durante el Cretácico Superior (etapa del Cenomaniense, hace 100-94 millones de años) en el óblast de Saratov en el occidente de Rusia. Fue descrito originalmente como un subgénero de Platypterygius, pero investigaciones posteriores mostraron que es distinto de la especie tipo de Platypterygius, P. platydactylus, por lo que fue elevado al rango de género.
La especie tipo de Pervushovisaurus, P. bannovkensis, es conocida exclusivamente a partir del fósil holotipo SGU 104a/24, un cráneo parcial. En 2016, otra especie de Platypterygius, P. campylodon, fue también reasignada a Pervushovisaurus.